# Berlesezetes brevis
Berlesezetes brevis är en kvalsterart som först beskrevs av Warburton 1912.  Berlesezetes brevis ingår i släktet Berlesezetes och familjen Microzetidae. Inga underarter finns listade.